# 林振輝 (歌手)
林振輝（1981年2月5日—）本名黃文俠，越南河靜省人，男歌手。出生時家庭經濟條件困難，高中卒業後前往胡志明市學習建築學。2003年走向音樂之路。截至2012年共發行了10張專輯和單曲，代表作有《沒有人能取代妳》、《吻和淚》（越南语：原版歌曲是中文國語歌曲《吻和淚》由台灣玉女歌手周子寒演唱，並收錄於同名專輯《吻和淚》由黃大軍作詞和譜曲，粵語歌曲叫《情深海更深》由香港女歌手黎姿演唱，劉卓輝作詞）等。

## 代表作品
- YouTube上的沒有人能取代妳
- YouTube上的飄遠的幸福

## 外部連結
- Lâm Chấn Huy （页面存档备份，存于）